# HΛL
Pour les articles homonymes, voir HAL.
HΛL est un ensemble de producteurs et musiciens travaillant pour divers artistes japonais. Ils furent également actifs en tant que groupe de J-pop entre 2000 et 2003 avec une chanteuse, Halna, jusqu'à son départ.

## Membres
- Toshiharu Umezaki, (梅崎俊春, né le 14/01/1963)
- Takehito Shimuzu, (清水武仁, né le 28/10/1968)

Anciens membres
- Atsushi Sato, (佐藤あつし, né le 07/05/1965)
- HALNA, (née le 07/02/1980)
- Yuta Nakano

## Discographie
Singles
- Decide, 25 octobre 2000
- Save Me, 11 janvier 2001
- SPLIT UP, 28 mars 2001
- ☆the starry sky☆, 23 mai 2001 (thème de l'anime Angelic Layer)
- al di la, 17 avril 2002
- i'll be the one, 19 juillet 2002
- ONE LOVE / A LONG JOURNEY, 16 août 2002

Albums
- Violation of the rules, 29 août 2001
- As long as you love me, 28 août 2002
- SINGLES, 26 février 2003

DVD
- Greatest HΛL Clips -chapter one-, 17 avril 2002
- ONE, 28 août 2002